# Felipe Staiti Trío
En 2009, sin abandonar Enanitos Verdes, el guitarrista Felipe Staiti presenta su proyecto paralelo: el Felipe Staiti Trío, conformado con él en guitarra, Gerardo Lucero en bajo y su hijo Natalio Staiti en la percusión. El disco homónimo fue lanzado el 31 de octubre de 2009, con Juan Pablo Staiti —su otro hijo y actual segunda guitarra de Enanitos Verdes— en guitarra y Coral citar.

## Lista de canciones
| Felipe Staiti Trio |                              |                                                  |          |  |
| N.º                | Título                       | Escritor(es)                                     | Duración |  |
| 1.                 | «Hot Dog»                    | (Felipe Staiti)                                  | 2:37     |  |
| 2.                 | «Toro salvaje»               | (Felipe Staiti)                                  | 3:46     |  |
| 3.                 | «Leviatán»                   | (Felipe Staiti/Juan Pablo Staiti/Natalio Staiti) | 3:38     |  |
| 4.                 | «Buenos días»                | (Felipe Staiti)                                  | 4:13     |  |
| 5.                 | «Radio Maracaná»             | (Felipe Staiti)                                  | 3:18     |  |
| 6.                 | «Sally»                      | (Felipe Staiti/Gerardo Lucero)                   | 3:05     |  |
| 7.                 | «Sosteniéndome»              | (Felipe Staiti)                                  | 4:47     |  |
| 8.                 | «Justmin»                    | (Felipe Staiti)                                  | 3:02     |  |
| 9.                 | «Islam»                      | (Felipe Staiti)                                  |          |  |
| 10.                | «Tango Song»                 | (Felipe Staiti)                                  | 4:07     |  |
| 11.                | «Praga Nights»               | (Felipe Staiti)                                  | 2:23     |  |
| 12.                | «El amor es una ruleta rusa» | (Felipe Staiti)                                  | 6:14     |  |